# Procés unitari
El procés unitari és un pas del procés industrial on hi ha una reacció unitària de tipus exclusivament químic. No s'ha de confondre amb el terme operació unitària, que correspon a una part del procés industrial on hi ha una reacció unitària de tipus exclusivament físic.
Un exemples són el procés químic de l'oxidació del paraxilè a àcid tereftàlic que és un procés unitari, la hidrogenació de la mantega clarificada asiàtica ghee és també un procés unitari. L'any 1930 P.H. Groggins introduí el concepte de procés unitari per tal de classificar i estandarditzar les reaccions químiques.